# The Hollow (película de 2004)
The Hollow es una película de terror de 2004, protagonizada por Kevin Zegers, Kaley Cuoco, Nick Carter y Stacy Keach. La película se estrenó en Family Channel de ABC en octubre de 2004.

## Sinopsis
Ian Cranston (Zegers) es un adolescente que descubrió que es descendiente de Ichabod Crane. Con la ayuda de su novia Karen (Cuoco), un matón local llamado Brody (Carter), y el cuidador del cementerio, Claus Van Ripper, Ian debe detener al recién resucitado, al jinete sin cabeza.

## Elenco
- Kevin Zegers - Ian Cranston
- Kaley Cuoco - Karen
- Nick Carter - Brody
- Ben Scott - The Headless Horseman
- Stacy Keach - Claus Van Ripper
- Judge Reinhold - Carl
- Lisa Chess - Helen
- Nicholas Turturro - Sheriff Duncan
- Eileen Brennan - Joan Van Etten
- Joseph Mazzello - Scott
- Shelley Bennett - Erica
- Melissa Schuman - Amber
- Zen Gesner - Marcus
- Natalia Nogulich - Nancy Worthen
- Blake Shields - Rob
- Dylan Sprouse - Sam (aparición invitado)